# Rahym Kurbanmämmedow
Rahym Kurbanmämmedow (3 ottobre 1963) è un allenatore di calcio ed ex calciatore turkmeno, di ruolo difensore, tecnico dell'Energetik.

## Carriera

### Giocatore

#### Club
Ha giocato per gran parte della propria carriera al Köpetdag Aşgabat. Ha concluso la propria carriera nel 2000, dopo aver giocato per due stagioni al Nisa Aşgabat.

#### Nazionale
Ha debuttato in Nazionale nel 1992.

### Allenatore
Ha cominciato la propria carriera da allenatore nel 2003, alla guida del Nisa Aşgabat. Nello stesso periodo ha allenato anche la Nazionale turkmena, con cui ha partecipato da c.t. alla Coppa d'Asia 2004. Nel 2005 viene richiamato come c.t. della Nazionale turkmena. Nel 2009 guida il Navbahor Namangan, fino al termine della stagione 2008-2009. Nell'estate 2009 firma un contratto con il Merw, squadra che guida fino al 2013. Nel 2013 viene nominato allenatore del Nebitçi. Nel febbraio 2014 diventa, per la terza volta in carriera, come c.t. della Nazionale turkmena. Nel 2015 firma un contratto con l'Energetik.